# Limburgs Openluchtmuseum Eynderhoof

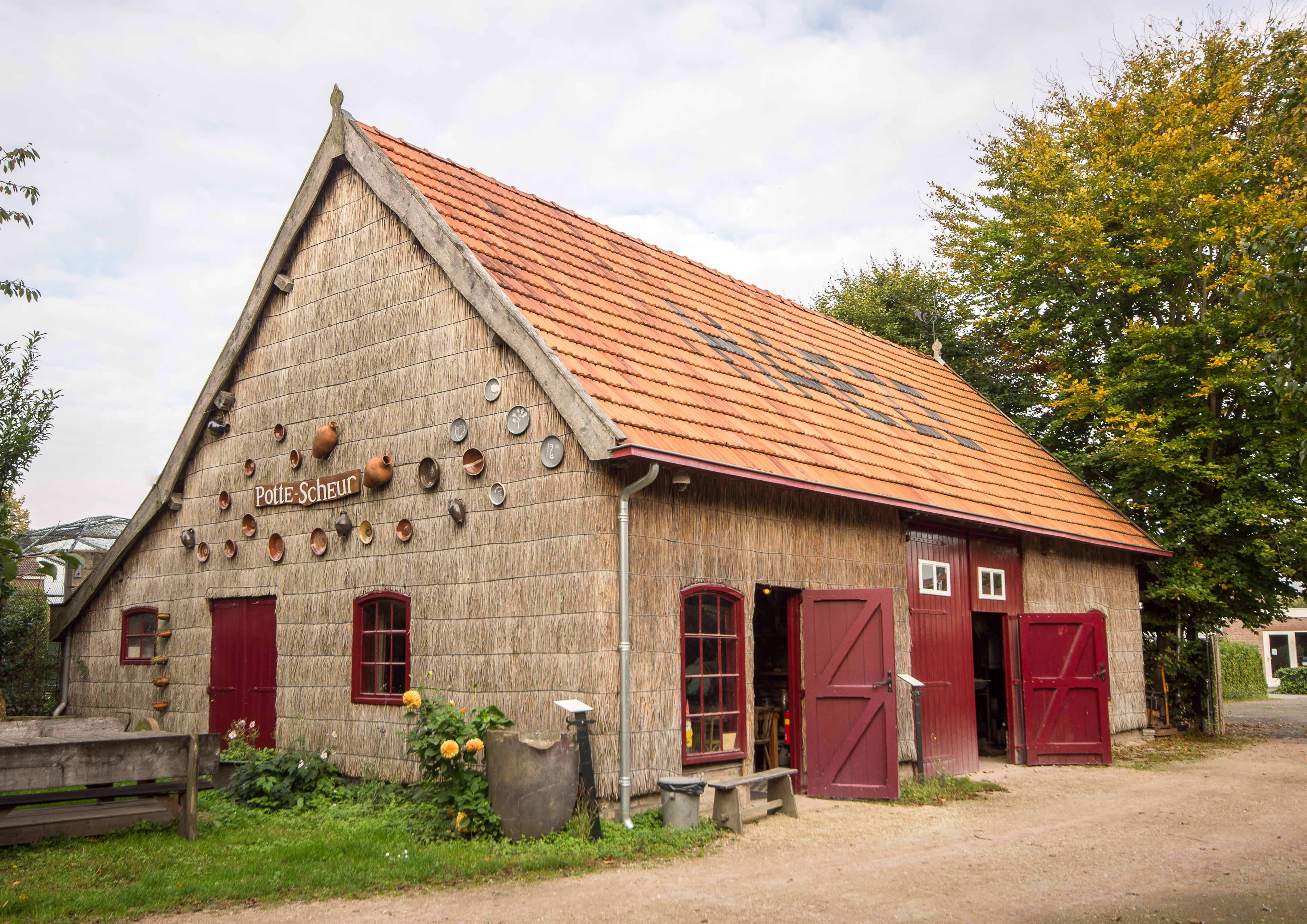
Gebouw "Haeze", pottenbakkerswerkplaats

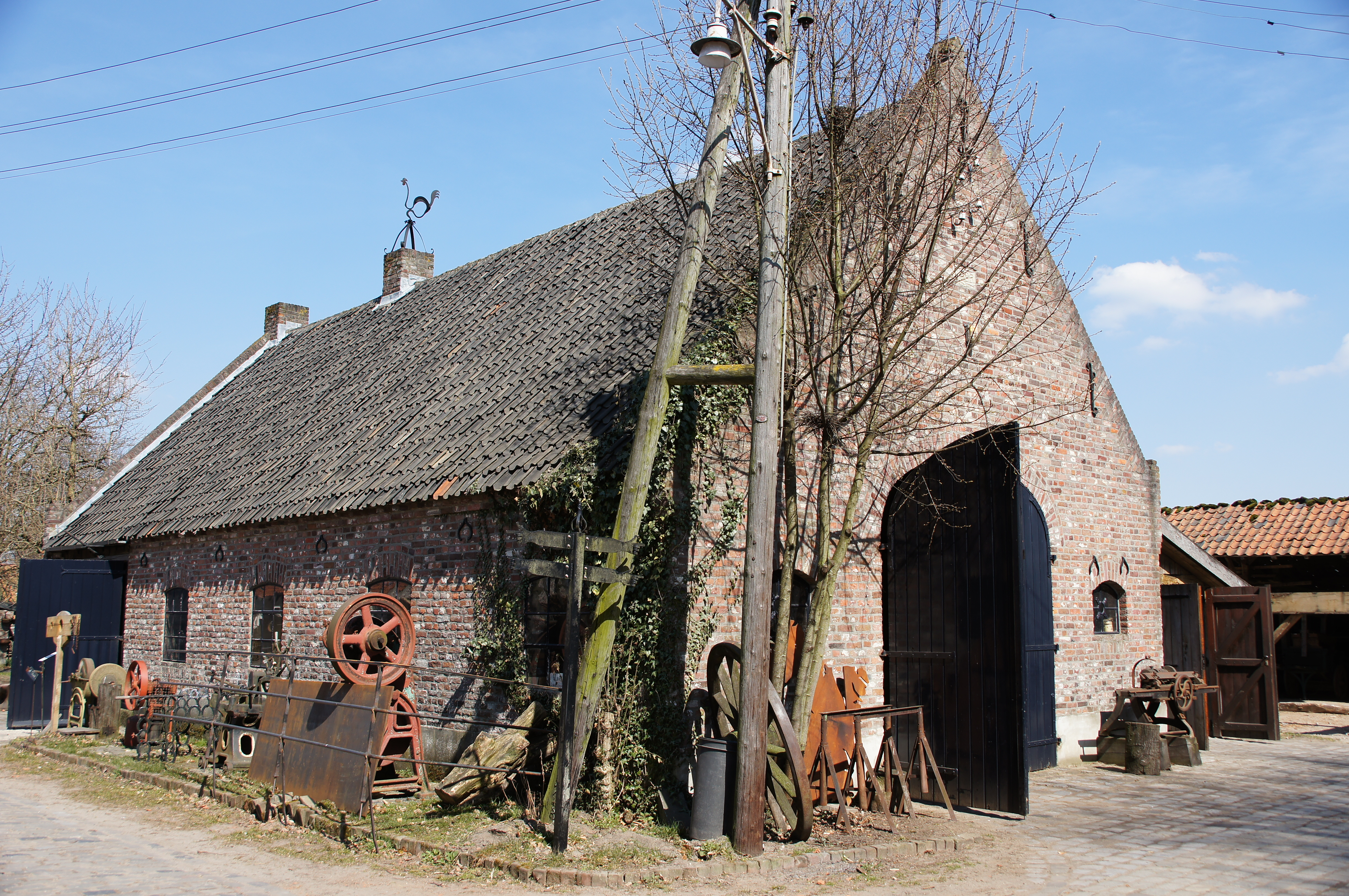
Smederij "Sint Eloy". Onderdak van smid en koperslager

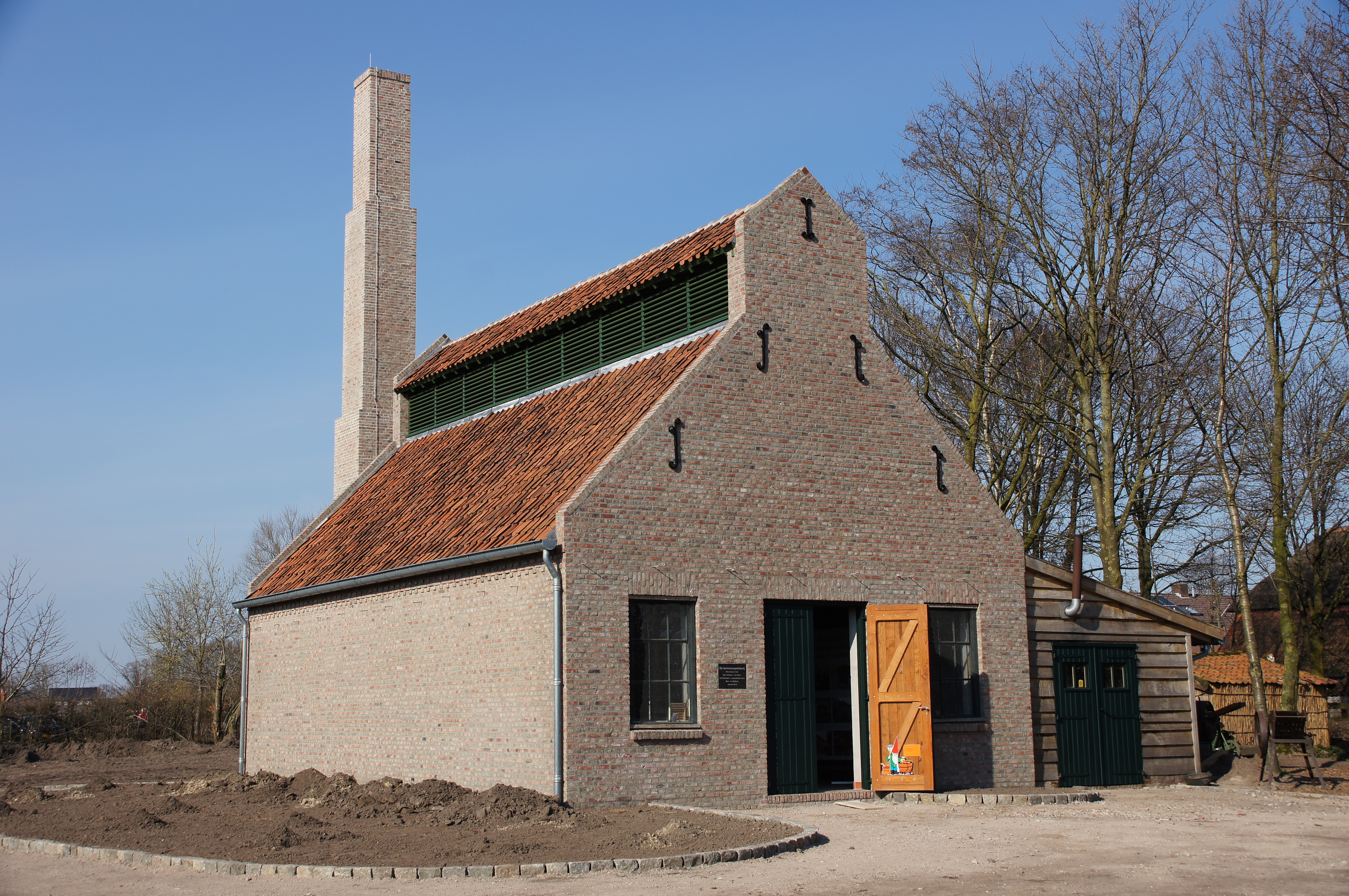
Stroopstokerij "De Kroêdpörs". Bereiding van voedsel en dranken

Het Limburgs Openluchtmuseum Eynderhoof is een openluchtmuseum in Nederweert-Eind in de Nederlandse provincie Limburg. Eynderhoof heeft als doel het leven in de Peelregio rond 1900 te tonen. Het is sinds 1990 als zodanig in bedrijf. In dat jaar werd in de nabijheid van de reeds bestaande heemtuin het eerste gebouw, houtzagerij Bî-j Maantje, in gebruik genomen. Sindsdien is het aantal museumgebouwen steeds uitgebreid en kwamen er meer vrijwilligers. Eynderhoof is anno 2021 een middelgroot museum. De voorlopig laatste uitbreiding is de Gaffel, een multifunctioneel ambachtengebouw. Er wordt gebouwd aan een peelboerderij waar levende have wordt ondergebracht. Het museum is geopend van 1 april t/m 31 oktober.

## Geschiedenis
Eynderhoof bestaat sinds 1990 als museum. De historische gebouwen, die vaak uit de omgeving afkomstig zijn, zijn door vrijwilligers verplaatst en herbouwd. Het eerste gebouw, de zagerij, werd geplaatst in 1990; de museumschuur in 1992, de smederij in 1994 en het bakhuis in 1995. Ook zijn er werkplaatsen gebouwd voor mandenvlechters, schoenmakers en pottenbakkers. Het grootste gebouw van Eynderhoof, een langgevelboerderij, komt uit Weert. Deze werd in 1998 in gebruik genomen als herberg en expositieruimte.
Op het museumterrein is een oude kasseienweg aangelegd en er zijn hagen en fruitbomen geplant, de al bestaande heemtuin werd vergroot met akkertjes en tuinen.
Door het aanschouwelijk maken van ambachten en gebruiken in de gerestaureerde panden functioneert het museum voor bezoekers als een traditioneel Peeldorp uit het recente verleden.

## Gebouwen
De gebouwen van Eynderhoof zijn voor bezoekers toegankelijk, er worden in het seizoen vooral op woensdag en zondag demonstraties van de oude ambachten gegeven.
- Lieberte Gon; Boerderij. In het woongedeelte is de oude boerenkeuken hersteld, compleet met hespen en spek in de open schouw. Met de "opkamer" en naast gelegen slaapkamer en de "goede kamer" is het woongedeelte verder aangekleed. Onder de opkamer ligt de gevulde huiskelder. In de grote kelder is de permanente expositie Van Stenen mes tot Bronzen bijl te zien met diverse archeologische vondsten uit Nederweert en omgeving. In de expositieruimte boven de herberg is een tentoonstelling te zien over wol, spinnen, weven en alles wat met textiel te maken heeft. Tevens is hier de "Vriendenkamer" waar getrouwd kan worden.
- Bräöbe-schuur; Tentoonstelling over strijken en wassen. Maalderij. Schoenmakerij. Schilders- en glazeniers. In de winter vinden hier cursussen mandenvlechten plaats.
- Haeze; Pottenbakkerij en stationaire motoren opslagplaats.
- Sint Paulus en Sint Petrus; de schuren van mandenvlechters en stoelenmatters.
- Sint Eloy; smederij met hoefstal, koperslagerij en industrieel ijzer bewerken. Een permanente tentoonstelling over de ontwikkeling van de elektrische installaties van vroeger.
- Cöppus; houtdraaier, klompenmaker, timmerman, kuiper.
- Bî-j Maantje; houtzagerij met werkplaats en droogschuur.
- Sint Ambrosius; imkerij voor het houden van bijen en het winnen van honing.
- Plaggenhut; woning van peelbewoners in de heemtuin.
- Bî-j Laôte; bakhuis waar vlaai, brood en knapkoek worden gebakken in een met takkenbossen gestookte bakoven.
- De Kroêdpörs; stroopmakerij, ook zijn hier gedurende het seizoen regelmatig andere voedselbereidingsactiviteiten, zoals boterstoten, brouwen van bier, wijn maken en wecken te zien.
- Soarskepel; kapel, plek voor stilte en gebed.
- Eynder Schooltje; hier krijgen kinderen les op de ouderwetse manier of kunnen er knutselen. Hier was eerst drukkerij de Piëpende Pörs gevestigd.
- De Gaffel; verzamelgebouw met diverse ambachten en de wisseltentoonstelling
  - Drukkerij de Piëpende Pörs; waar op ouderwetse wijze papier bedrukt wordt.
  - Textiele werkvormen en weven
  - Houtsnijder
- Klusse Kerneel: kleine boerderij, met plek voor wonen, dieren en opslag. Open vanaf juni 2025.

## Ambachten
De ambachten genoemd bij de gebouwen worden gedurende het seizoen bijna wekelijks gedemonstreerd. Gemiddeld zijn 12 ambachten in bedrijf, terwijl de volgende incidenteel worden uitgevoerd in het museum: 
- Schoenmaker. Er is een schoenmakerswerkplaats naast de museumschuur
- Bierbrouwer(s). Het biergilde komt om de ca. 5 à 6 weken demonstreren. Dit valt samen met het rijpingsproces van bier.
- Kaas en boter maken. Dit wordt vaak gecombineerd met speciale themadagen waar voedsel, smaak of bewaren aandacht krijgen.
- Touwslager. Een touwslagerij staat regelmatig op het museumterrein opgesteld.

## Vermaak
Artiesten, groepen en koren verzorgen op de zondagen hun optredens in het museum. Daarnaast is er aandacht voor draaiorgels en harmonicamuziek. In 2017 werd er voor het eerst een nostalgische kermis gehouden. Op het terrein stonden diverse ouderwetse attracties opgesteld. 

## Exploitatie
Met ruim 375 vrijwilligers is Eynderhoof een grote vrijwilligersorganisatie. De stichting heeft geen vaste krachten in dienst. Het museum wordt geëxploiteerd met behulp van de inkomsten van entrees, consumpties, eigen gemaakte (niet alcoholhoudende) producten, ouderwets snoep, giften verkregen via de stichting Vrienden van Eynderhoof en incidentele subsidies. Het museum ontvangt geen structurele financiële ondersteuning van de overheid. In samenwerking met de Dorpsraad van Nederweert-Eind wordt half december het EynderPieckFesteyn georganiseerd.
De vereniging Vrienden van Eynderhoof is een groep sympathisanten die Eynderhoof moreel en financieel steunen. Dat doen zij omdat ze het museum een belangrijk cultuurmonument in de gemeente Nederweert vinden.